# Karlsschützengilde
Die Karlsschützengilde vor 1198 Aachen e. V. ist eine der traditionsreichsten Schützengilden Deutschlands, die zum Schutze der Freien Reichsstadt Aachen und im Besonderen der damaligen Pfalzkapelle, dem heutigen Aachener Dom, vor dem Jahre 1198 gegründet worden ist. Ihr genaues Gründungsdatum ist zwar nicht belegt, doch wird nicht ausgeschlossen, dass die Gründung noch zu Zeiten Karls des Großen erfolgt sein könnte, woraufhin die Karlsschützengilde im Jahre 1999 ihre 1200-Jahr-Feier ausgerichtet hat. Damit gilt die Karlsschützengilde als ältester Verein Deutschlands.
Die politisch und konfessionell neutrale Karlsschützengilde umfasst derzeit etwa 300 Mitglieder und ist Mitglied im Bund der historischen deutschen Schützenbruderschaften, im Deutschen Schützenbund (DSB), als Mitbegründer im Rheinischen Schützenbund (RSB), im Landessportbund Nordrhein-Westfalen und im Stadtsportbund Aachen. Jährlich veranstaltet der Verein Ende Januar das Königs- und Patronatsfest zu Ehren Karls des Großen sowie im August das Königs-, Prinzenvogel- und Scheibenkönigsschießen.
Darüber hinaus ist die Karlsschützengilde auch im Bereich des Sportschießens tätig und bietet auf ihrer Aachener Schießsportanlage im Ortsteil Eilendorf, die zugleich Leistungsstützpunkt ist, professionelle Trainingsmöglichkeiten in den olympischen Schießsportdisziplinen mit Gewehr, Pistole, Armbrust und in Wurfscheibenschießen sowie ab 2009 auch in Bogenschießen an. Mit seinen Sportschützen tritt der Verein in allen Klassen und auf allen Ebenen bis hin zu Deutschen Meisterschaften an und richtet selbst diverse Schießwettbewerbe aus. 
Die Karlsschützengilde wird derzeit geleitet von Robert van Eisern. Ehrenpräsident ist der langjährige Präsident Karl-Heinz van Eisern, Vater des jetzigen Präsidenten, der zugleich auch amtierender Vizepräsident des RSB und Beiratsmitglied im DSB war. Zu Ehrenmitgliedern des Vereins wurden bisher die ehemaligen Oberbürgermeister der Stadt Aachen Kurt Malangré und Jürgen Linden, sowie der Präsident der Handwerkskammer Aachen, Dieter Philipp und der Dachdeckermeister Wolfgang Rossbroich ernannt.